# Región del Centro (Portugal)
La Región del Centro (en portugués, Região do Centro) es una región estadística portuguesa, que comprende íntegramente los distritos de Coímbra, Castelo Branco, la mayor parte de los distritos de Aveiro, Viseo, Guarda y parte norte del Leiría. Las subregiones del Oeste en la tradicional provincia de Estremadura y Medio Tejo en la tradicional provincia de Ribatejo se integran desde 2024 en la nueva región del Oeste y Valle del Tajo. La región posee de una franja litoral atlántica al oeste, y limita al norte con la Región del Norte, al sur con el Oeste y Valle del Tajo, y al este con Extremadura y la región de León (España). Área: 23 273 km² (27 % del Portugal Continental). Población (2024): 1 695 635 (20 % del Portugal Continental).
Comprende 6 subregiones estadísticas:
- Beira Baixa (4615 km², 89 063 hab., 19,3 hab./km²).
- Beiras y Sierra de la Estrella (6307 km², 236 023 hab., 37,4 hab./km²).
- Región de Aveiro (1693 km², 370 395 hab., 218,8 hab./km²).
- Región de Coímbra (4332 km², 460 139 hab., 106,2 hab./km²).
- Región de Leiría (2452 km², 294 632 hab., 120,1 hab./km²).
- Viseu Dão-Lafões (3238 km², 267 633 hab., 82,7 hab./km²).

Grosso modo, corresponde a antigua comarca de la Beira, incluyendo las regiones de Beira Alta, Beira Baixa y Beira Litoral).

## Ciudades principales
Coímbra, Aveiro, Viseo, Leiría, Guarda, Castelo Branco, Covillana, Figueira da Foz, Ovar, Mangualde, Tondela, Pombal, Marinha Grande, Seia, Pinhel y Fátima.